# Moranopteris hyalina
Moranopteris hyalina là một loài dương xỉ trong họ Polypodiaceae. Loài này được Maxon R.Y. Hirai & J. Prado mô tả khoa học đầu tiên năm 2011.